# U-Bahnhof Friedrich-Wilhelm-Platz

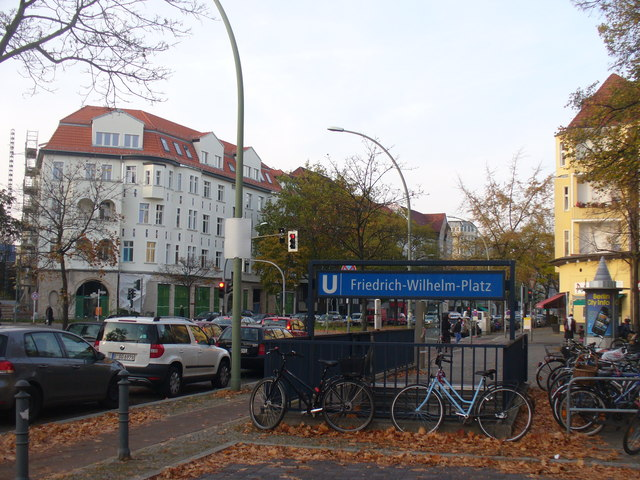
Nordöstlicher Bahnhofseingang

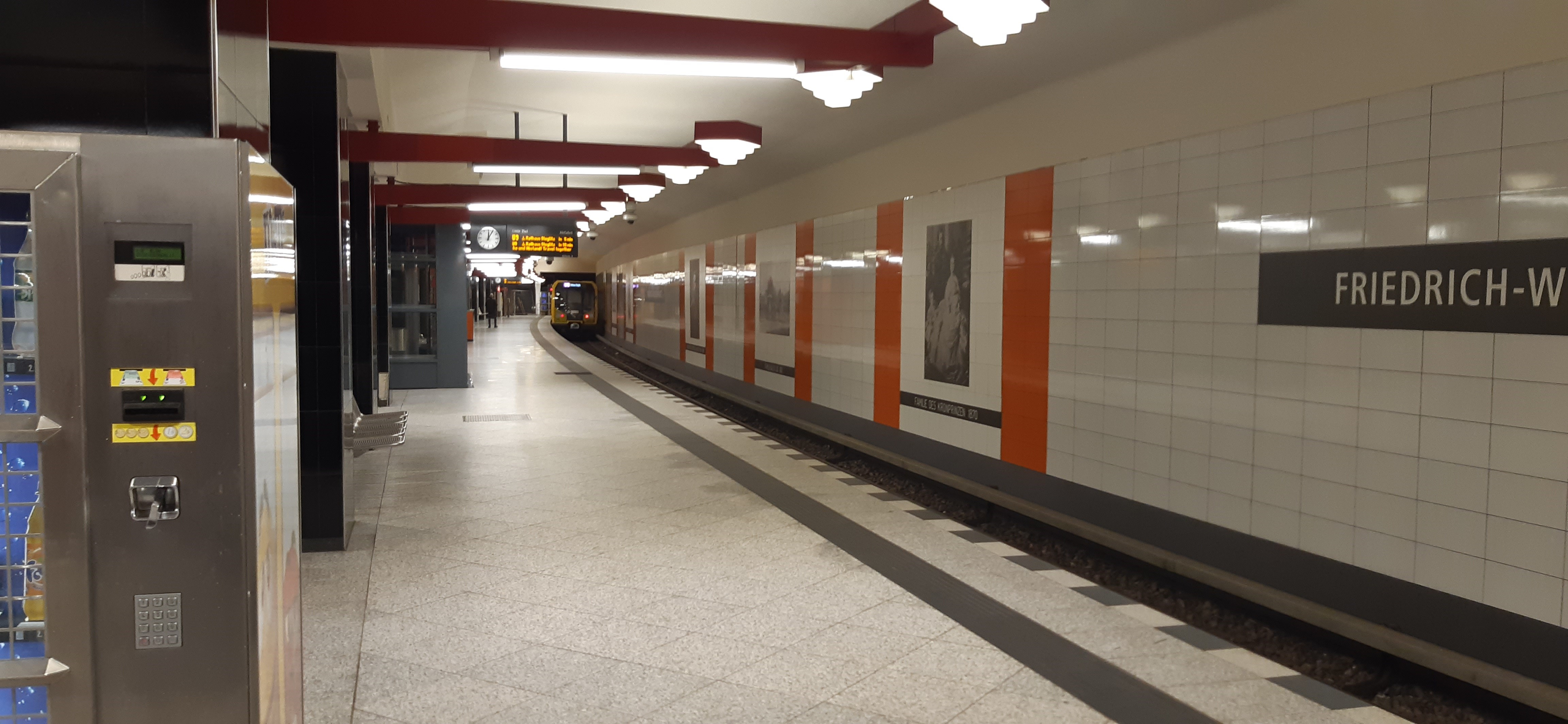
Bahnsteig

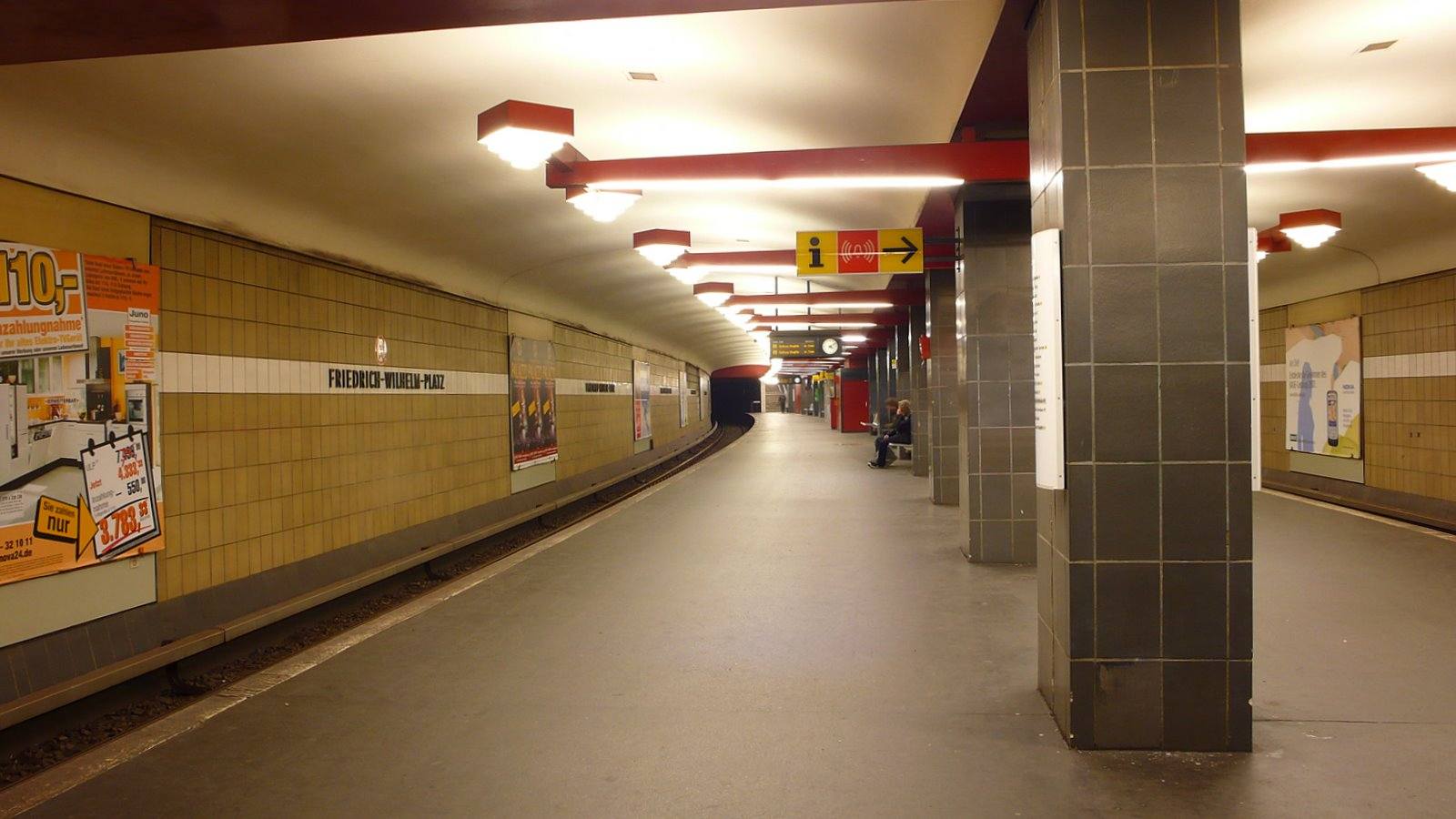
Bahnsteig (vor der Sanierung)

Der U-Bahnhof Friedrich-Wilhelm-Platz ist eine Station der Berliner U-Bahn-Linie U9 im Ortsteil Friedenau des Bezirks Tempelhof-Schöneberg. Die BVG führt den Bahnhof unter dem internen Kürzel Fw; der Bahnhof ist 640 Meter vom S- und U-Bahnhof Bundesplatz und 677 Meter vom U-Bahnhof Walther-Schreiber-Platz entfernt.

## Historie und Bauwerk
Der U-Bahnhof Friedrich-Wilhelm-Platz ging am 29. Januar 1971 in Betrieb, er war Teil der neu eröffneten Strecke Spichernstraße–Walther-Schreiber-Platz der Linie 9 (heute: U9). Der Bahnhof liegt unterhalb des gleichnamigen Platzes, östlich der Fundamente der 1893 erbauten Kirche Zum Guten Hirten.
Den Bahnhof entwarf der damalige Senatsbaudirektor Rainer Gerhard Rümmler. Rümmler konzipierte einen typischen Berliner U-Bahnhof im Stil der 1960er Jahre mit einem zehn Meter breiten und 110 Meter langen Mittelbahnsteig und einer Stützenreihe in der Mitte. Zur Umfahrung der mittig auf dem Friedrich-Wilhelm-Platz gelegenen Kirche weist der Bahnsteig eine leichte Krümmung auf. An jedem Ende führen Treppen zum Zwischengeschoss, und von dort mit einzelnen Ausgängen zu den Seitenstraßen. Die Hintergleiswände sind olivgrün gefliest, wobei auf Augenhöhe ein Fliesenstreifen weiß ist, auf dem der Bahnhofsnamen in schwarzen Lettern angebracht ist. Die Gestaltung des U-Bahnhofs ähnelt damit den zur gleichen Zeit ebenfalls von Rümmler entworfenen und 1966 eröffneten U-Bahnhöfen der südlichen Linie U6 nach Mariendorf.
Die Decke, früher grün, ist heute aus Helligkeitsgründen weiß gestrichen. Die frühere Beleuchtungsanlage des Bahnhofes sollte an die in Berlin weit verbreiteten Gaslaternen erinnern. In den 1980er Jahren wurde die Beleuchtungsanlage allerdings gegen einfachere Lampen ausgetauscht, nachdem eine Lampe abgefallen war.
Für 2013 planten die Berliner Verkehrsbetriebe die Grundinstandsetzung des U-Bahnhofs einschließlich barrierefreiem Ausbau. Die Sanierung sollte ursprünglich bis Mitte 2017 abgeschlossen sein. Der Aufzug ging schließlich im Februar 2019 in Betrieb, er führt von einer Mittelinsel auf der Straße zur Bahnsteigebene. Zusammen mit einem Blindenleitsystem wurden rund 1,7 Millionen Euro in den barrierefreien Ausbau investiert. Die Arbeiten zur Grundsanierung des Bahnhofs dauern dagegen noch an, neben den Fliesen werden dabei die Decken und Hintergleiswände sowie die Ausgänge erneuert. Das neue Gestaltungskonzept aus grauen und orangefarbenen Fliesen wird durch historische Motive des Ortsteils, des Platzes sowie dessen Namensgeber Kronprinz Friedrich-Wilhelm von Preußen, später Kaiser Friedrich III. ergänzt.

## Anbindung
| Linie | Verlauf |
| ----- | --- |
|       | Osloer Straße – Nauener Platz – Leopoldplatz – Amrumer Straße – Westhafen – Birkenstraße – Turmstraße – Hansaplatz – Zoologischer Garten – Kurfürstendamm – Spichernstraße – Güntzelstraße – Berliner Straße – Bundesplatz – Friedrich-Wilhelm-Platz – Walther-Schreiber-Platz – Schloßstraße – Rathaus Steglitz |

Am U-Bahnhof bestehen Umsteigemöglichkeiten zu den Omnibuslinien 186 und 246 der Berliner Verkehrsbetriebe.